# Hauke Wendler
Hauke Wendler (* 1967 in Bremen) ist ein deutscher Dokumentarfilmer, Autor, Journalist und Produzent, der vor allem für öffentlich-rechtliche Fernsehsender und das Kino arbeitet.

## Leben und Werk
Wendler studierte Politikwissenschaft und Geschichte in Hamburg und London. Noch während des Studiums begann er als freier Mitarbeiter für mehrere Fernsehsender zu arbeiten und publizierte zum Thema Medienpolitik. Im Anschluss war er von 1995 bis 2007 Autor, Reporter und Regisseur beim NDR Fernsehen (Abteilung Panorama/extra 3, ab 2002 Dokumentation und Reportage). Zusammen mit Carsten Rau gründete er 2006 in Hamburg die PIER 53 Filmproduktion. 2021 gründete Wendler seine eigene Produktionsfirma OTHER PEOPLE pictures, mit der er weiterhin Dokumentationen und Dokumentarfilme für das Kino und öffentlich-rechtliche Sender produziert.
Zu seinen Arbeitsschwerpunkten gehören die Themen Flucht und Migration, zu denen er sich auch privat früh engagierte. Dazu legte Wendler zwischen 2011 und 2017 vier abendfüllende Dokumentarfilme vor, die er als Autor und Regisseur selbst entwickelte, wie die Kino-Produktionen Willkommen auf Deutsch und Deportation Class, bzw. als Produzent betreute, wie den Kino-Dokumentarfilm Alles gut von Pia Lenz. Parallel dazu befasste sich Wendler nach eigenen Aussagen ab 2013 mit der Geschichte des Plastikstuhls Monobloc und der Frage, was wir daraus über unsere Wirtschaftsordnung, unseren Konsum und die globale Verteilung von Gütern lernen können. Dazu legte er den gleichnamigen Kino-Dokumentarfilm (2021) sowie eine sechsteilige Radio- und Podcastserie (NDR Info/Deutschlandfunk Kultur) und ein Fotobuch (Hatje Cantz) vor.
Wendler wurde für seine Filme mehrfach ausgezeichnet, unter anderem 2017 mit dem Grimme-Preis für den Film Protokoll einer Abschiebung, 2014 mit dem DRK-Medienpreis für den Film Tod nach Abschiebung, 2012 mit dem Otto-Brenner-Preis für den Dokumentarfilm Wadim. Nominiert war er für den Deutschen Dokumentarfilmpreis, den Deutschen Menschenrechts-Filmpreis, den Marler Medienpreis Menschenrechte, und den Preis der Deutschen Filmkritik. Auch die von ihm produzierten Filme erhielten zahlreiche Auszeichnungen, u. a. drei Mal den Grimme-Preis (2017, 2018, 2023).
Neben seiner Arbeit als Autor, Journalist und Filmemacher war Wendler als Gastdozent für verschiedene Hochschulen tätig und wurde mehrfach in Jurys von Filmfestivals berufen. Er ist Mitglied in der AG Dok sowie der Deutschen Filmakademie und lebt mit seiner Familie in Hamburg.

## Filme (Auswahl)
- 2003: Der große Rausch, 29 Min.
- 2006: Schattenwelt – Illegal in Deutschland, 29 Min.
- 2006: Deserteure unterm Hakenkreuz, 44 Min.
- 2006: Abgetaucht – Illegal in Deutschland, 44 Min.
- 2007: Schlange stehen für altes Brot, 29 Min.
- 2007: Neun Finger, keine Papiere (mit C. Rau), 44 Min.
- 2009: Unter Verbrechern (mit C. Rau), 44 und 29 Min.
- 2009: Mein Haus ist Dein Haus (mit C. Rau), 29 Min.
- 2011: Wadim (mit C. Rau), Kino/TV, 90 Min.
- 2012: Schmeiß weg, kauf neu (mit C. Rau), 44 Min.
- 2013: Tod nach Abschiebung (mit C. Rau), 44 Min.
- 2014: Willkommen auf Deutsch (mit C. Rau), Kino/TV, 89 Min.
- 2014: Kostenfalle Pflege (mit C. Rau), 44 Min.
- 2016: Deportation Class (mit C. Rau), Kino/TV, 85 Min.
- 2016: Protokoll einer Abschiebung, 45 Min.
- 2016: Alles gut, Kino/TV, 96 Min. (Produzent)
- 2018: Die Geldeintreiber, 45 Min. (Produzent)
- 2019: Milliardengeschäft Inkasso, 45 Min. (Produzent)
- 2020: Atomkraft Forever, Kino/TV, 94 Min. (Produzent)[19]
- 2021: Monobloc, Kino/TV, 90 Min.
- 2022: Interrail, 45 Min.
- 2022: Immobilienpoker, 45 Min. (Produzent)
- 2023: Für immer, Kino/TV, 87 Min. (Produzent)
- 2023: Erdogans Terrorliste (mit C. Dündar), 45 Min.
- 2024: Steuerparadies Deutschland, 30 Min
- 2025: Die Grünen (mit L. Hagen), Doku-Serie, 3 × 35 Min.

## Preise (Auswahl)
- 2008: Erich-Klabunde-Preis für Neun Finger, keine Papiere[20]
- 2009: Regine-Hildebrandt-Preis für Arm und Alt[21]
- 2012: Otto-Brenner-Preis „Spezial“ für Wadim[22]
- 2012: Katholischer Medienpreis für Wadim[23]
- 2012: Prädikat Besonders wertvoll für Willkommen auf Deutsch[24]
- 2014: DRK-Medienpreis für Tod nach Abschiebung
- 2016: Prädikat Besonders wertvoll für Deportation Class[25]
- 2016: Dokumentarfilmpreis des Filmfestes Schleswig-Holstein für Deportation Class
- 2017: Grimme-Preis für Protokoll einer Abschiebung[26]
- 2023: Prädikat Besonders wertvoll für Für immer[27]
- 2023: VFF-Dokumentarfilm-Produktionspreis für Für immer[28]

## Bücher
- Russlands Presse zwischen Unabhängigkeit und Zensur. LIT Verlag, Münster 1995, ISBN 3-8258-2460-8.
- mit Siglinde Hessler u. a.: Navigator – Hamburger Stadtführer für Flüchtlinge, Migrantinnen und Migranten. Eigenverlag, Hamburg 2003.
- Neulich in Mexico City. Reportagen. Verlag Monsenstein und Vannerdat, Münster 2007, ISBN 3-86582-402-1.
- Monobloc. Fotobuch, 192 S., 120 Abb. Gestaltung: Rutger Fuchs, Verlag Hatje Cantz, Berlin 2022, ISBN 978-3-7757-5187-2.
- Monobloc. Fotobuch, englische Ausgabe. Gestaltung: Rutger Fuchs, Verlag Hatje Cantz, Berlin 2022, ISBN 978-3-7757-5191-9.

## Podcast
- Monobloc. Auf der Spur von einer Milliarde Plastikstühlen. Radio- und Podcastserie, 6 × 30 Minuten. NDR Info und Deutschlandfunk Kultur, Hamburg 2022.[29]